# Linda Westerlund Snecker
Linda Madelen Westerlund Snecker, tidigare Snecker, född 3 februari 1983 i Kalmar församling, Uppsala län, är en svensk politiker (vänsterpartist). Hon var ordinarie riksdagsledamot 2014–2024, invald för Östergötlands läns valkrets.
År 2007 avlade hon filosofie magisterexamen i statsvetenskap vid Linköpings universitet. Därefter arbetade hon som domstolssekreterare vid Attunda tingsrätt och Norrköpings tingsrätt åren 2007–2010. Sedan 2010 är hon anställd som institutionskoordinator vid Linköpings universitet.
Westerlund Snecker var ledamot av Vänsterpartiets partistyrelse åren 2010–2016 och i kommunstyrelsen i Norrköpings kommun åren 2011–2014. Hon var ordförande för Vänsterpartiet Östergötland mellan 2012 och 2017. Hon invaldes i Sveriges riksdag i samband med valet 2014, och angav då som sina profilfrågor nej till vinster i välfärden, jämställdhet och kvinnors rättigheter samt att miljön inte är till salu. Hon omvaldes 2018 och igen 2022.
I augusti 2024 meddelade Linda Westerlund Snecker att hon lämnar riksdagen efter tio år som ledamot. Några månader senare anställdes hon på konsultföretaget Rud Pedersen som arbetar med public affairs. 
Westerlund Snecker har vid flera tillfällen blivit uppmärksammad för drastiska uttalanden, bland annat under en valkampanj för Vänsterpartiet där hon uttalade ”vi har partier idag som vill tvångsomhänderta era tvååringar om de inte pratar perfekt svenska”.